# ポル・ウナ・カベサ
『ポル・ウナ・カベサ』 (西: Por una cabeza) は、タンゴの有名曲の一つ。曲名は競馬用語の「首（ひとつ）の差で」を意味する。カルロス・ガルデルが1935年の映画「タンゴ・バー」 (Tango bar) の挿入歌として作曲したもの。ギタリストで作詞家のアルフレード・レ・ペラ (Alfredo Le Pera) による歌詞がついている。歌詞・楽譜はこちらを参照のこと。
なお、ラテン調やクラシカル調、テクノ調、タンゴ向けなど様々な編曲・アレンジがなされている。

## Recordings

### 映画
- セント・オブ・ウーマン/夢の香り 1992年 -The Tango Project（タンゴ・プロジェクト）
- シンドラーのリスト 1993年 -The Tango Project（タンゴ・プロジェクト）
- トゥルーライズ 1994年 -The Tango Project（タンゴ・プロジェクト）
- バッドサンタ（ディレクターズカット版のみ） 2003年
- オール・ザ・キングスメン 2006年 -The Tango Project（タンゴ・プロジェクト）

### テレビ
- NIP/TUCK マイアミ整形外科医 第37話
- CSI:ニューヨーク シーズン4 第5話
- ミディアム 霊能者アリソン・デュボア シーズン5 第18話
- 空中ブランコ (テレビアニメ) 第5話 『義父のアレ』
- 推理の女王

### フィギュアスケート
- 2008-2009 シーズン浅田真央 エキシビション
- 2011-2012 シーズン宮原知子 ショートプログラム
- 2016-2017 シーズンアンナ・ポゴリラヤ ショートプログラム（映画「セント・オブ・ウーマン」内の曲として）

### テレビコマーシャル
- 生茶